# Guardie svizzere

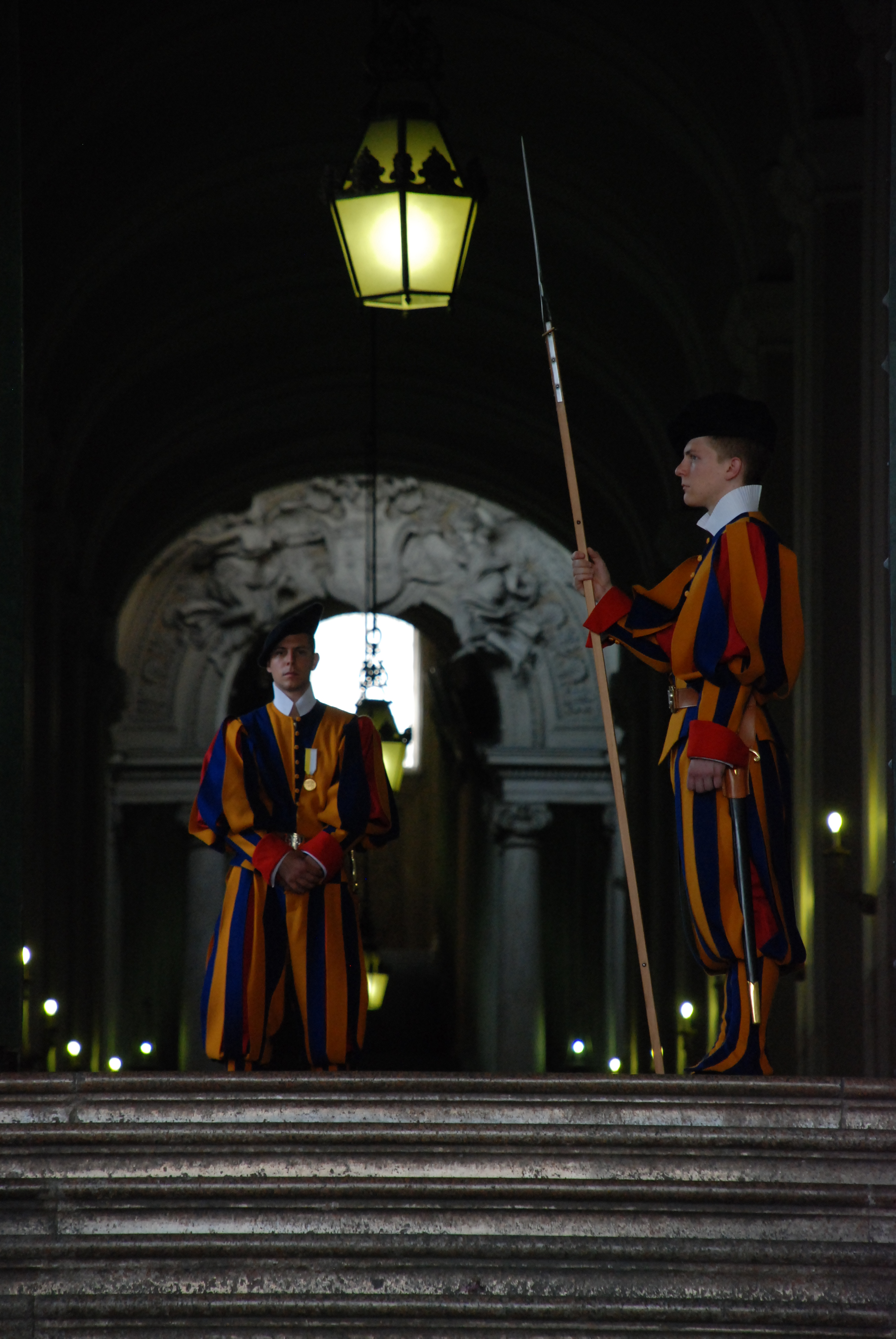
Membri della Guardia svizzera pontificia.

Guardie svizzere (Schweizergarde in lingua tedesca) è il nome dato ai mercenari svizzeri che hanno prestato servizio come guardie del corpo, guardie cerimoniali e guardie del palazzo presso le corti d'Europa sin dal tardo XV secolo. Erano tenute in grande stima sia per il valore militare sia per la disciplina e la fedeltà nei confronti del signore cui giuravano obbedienza. Al giorno d'oggi, per "Guardie svizzere" s'intendono solitamente i membri della Guardia svizzera pontificia ancora operativa nella Città del Vaticano.
La Svizzera, all'epoca un Paese povero e prettamente agricolo, ha fornito mercenari per i campi di battaglia europei dal XIV al XIX secolo. Fanti elvetici sono stati regolarmente assoldati dal Regno di Francia, dal Regno di Spagna e dal Regno di Napoli durante tutta l'età moderna. Furono per primi i francesi a selezionare un corpo di mercenari svizzeri deputato alla difesa della figura del sovrano, con la creazione della "Guardia dei Cento" (Cent Suisses in lingua francese) nel 1497. A partire dal Cinquecento, nei torbidi dell'Europa dilaniata dalle guerre di religione e dalla slealtà dei comandanti mercenari, re e regine del Vecchio Continente vollero circondarsi di fedeli guardie elvetiche per difendere l'incolumità propria e delle loro famiglie. Nel XVIII secolo quasi tutte le corti d'Europa mantenevano un contingente di guardie svizzere.

## Storia

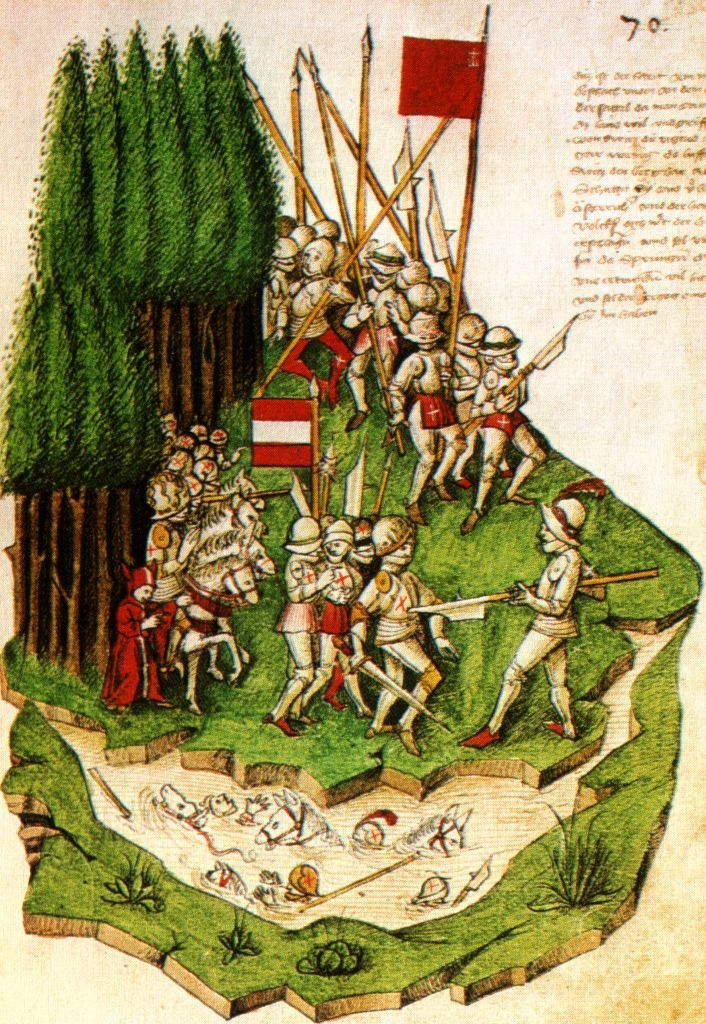
Picchieri svizzeri nella battaglia di Morgarten (1476).

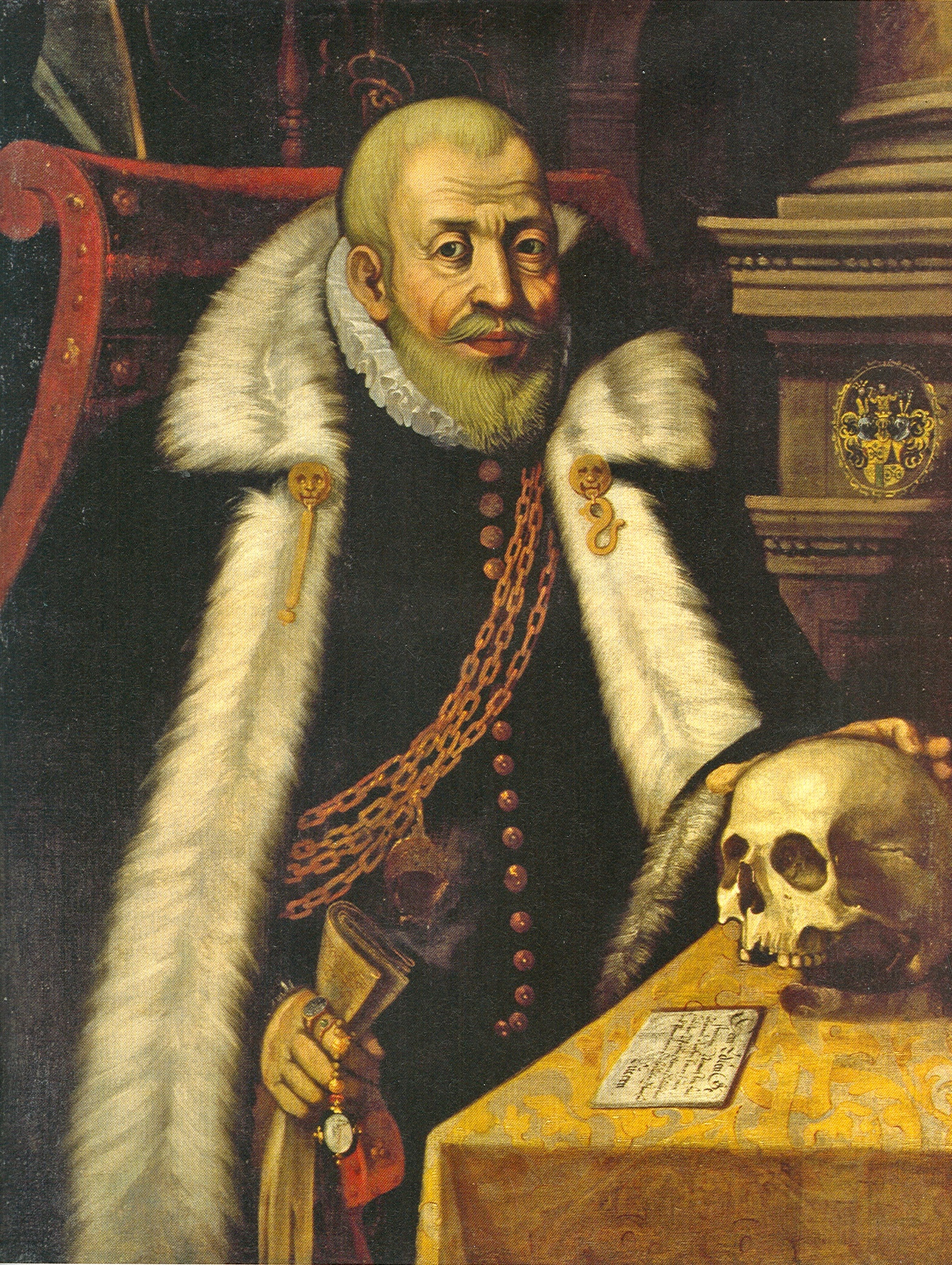
Ludwig Pfyffer (1524-1594), il "Re degli Svizzeri" al soldo di Carlo IX di Francia.

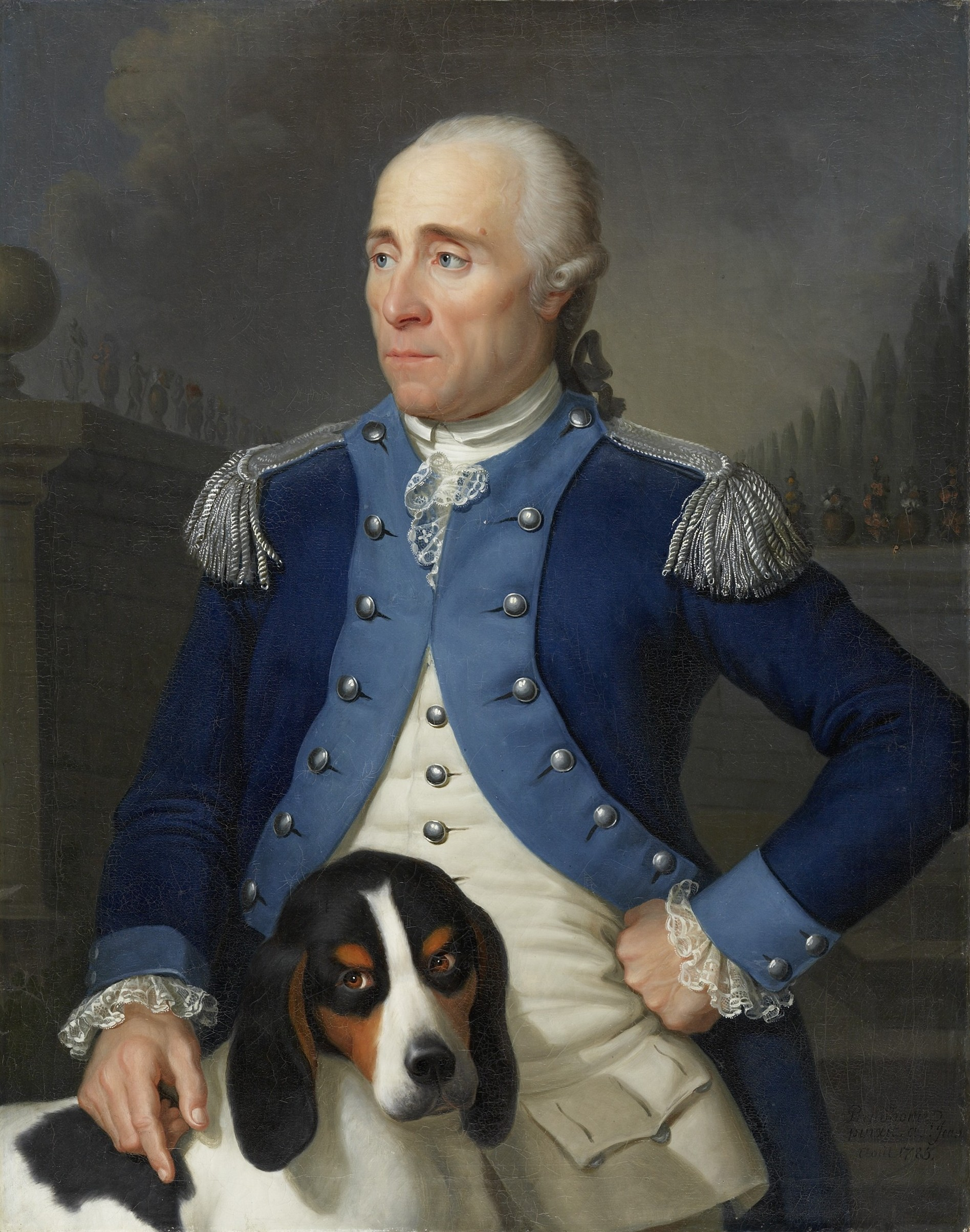
Franz Rudolf Frisching, colonnello della guardia svizzera dei Paesi Bassi - dipinto di Jean Preudhomme (1785)

### Origini
Il 1º agosto 1291, gli abitanti di Uri, Svitto e di Untervaldo, i cosiddetti Waldstätte o paesi forestali, siglarono il patto eterno confederale e si unirono nella lotta contro la Casa d'Asburgo, a quel tempo la potenza dominante nelle Alpi orientali. Quest'alleanza gettò le basi di quella che sarebbe stata la Confederazione svizzera come oggi la conosciamo e, al contempo, fece della guerra un'occupazione precipua di ogni abitante dei cantoni, chiamato a difendere in prima persona la propria terra senza contare sulla nobiltà (cavalleria feudale) o su mercenari.

Il valore militare degli svizzeri, raffinato durante tutto il corso del XIV secolo e caratterizzato da una rivoluzionaria rivalutazione della fanteria a discapito della cavalleria pesante, venne dimostrato nel XV secolo, quando gli elvetici stroncarono l'esercito di Carlo il Temerario nelle battaglie di Grandson, Morat (1476) e infine Nancy (1477), dove lo stesso Carlo perse anche la vita.

### Diffusione delle "Guardie Svizzere" in Europa
Già usi alla pratica del mercenariato sin dalla Guerra dei Cent'Anni (1337-1453), al volgere del Quattrocento gli Svizzeri cominciarono a fornire truppe scelte ai monarchi europei bisognosi di fedeli guardie del corpo in un contesto sociopolitico mutevole ed insidioso.
Fu per primo Luigi XI di Francia a selezionare dei mercenari elvetici come proprie guardie del corpo nel 1480. La posizione degli svizzeri presso la corte di Francia si consolidò sistematicamente negli anni successivi, anche grazie alla definitiva rottura tra la Confederazione Elvetica e il pericoloso duca di Borgogna, ed entro il 1496 la guardia era composta da 100 effettivi elvetici: i Cent Suisses.

Con l'aprirsi del XVI secolo e l'aggravarsi delle relazioni tra i potentati europei causa le Guerre d'Italia, il Papa decise di imitare il sovrano francese e di circondarsi di un fidato numero di mercenari elvetici preposti alla protezione della sua "sacra persona". Già Sisto IV aveva concluso nel 1479 un accordo con la Confederazione che prevedeva la possibilità di reclutare mercenari elvetici. Papa Giulio II arruolò 150 svizzeri come proprie guardie nel 1506. Dopo la strenua fedeltà dimostrata durante il Sacco di Roma (1527), la Guardia Svizzera Pontificia divenne una vera e propria istituzione del Papato.
Dopo il re di Francia e il Papa, fu il Duca di Savoia, Emanuele Filiberto, ad affidare la propria incolumità a un corpo di guardie svizzere nel 1579. Gli elvetici vennero poi confermati dal giovane duca Carlo Emanuele I di Savoia quando succedette al padre l'anno successivo (1580).
Nel corso del XVII secolo, mentre andava rafforzandosi la posizione degli svizzeri in seno alle corti di Parigi, Roma e Torino, nessun altro monarca europeo decise di servirsi degli elvetici come guardie del corpo. 
In questo secolo è però da segnalare l'arruolamento di mercenari svizzeri da parte di una repubblica; nel 1653 infatti la Repubblica di Lucca formò una compagnia svizzera allo scopo di difendere il Palazzo del Governo e l'incolumità delle supreme magistrature e del parlamento.
Fu durante il XVIII secolo che i mercenari alpini tornarono alla ribalta quali guardiani d'eccellenza per re e regine:
- un contingente di guardie svizzere militò alla corte di Federico I di Prussia dal 1696 al 1713. Il corpo venne poi sciolto dal successore, Federico Guglielmo I di Prussia, impegnato nella radicale riforma dell'esercito prussiano che avrebbe fatto del regno la nuova potenza dominante nell'Europa settentrionale;
- il Regno di Sassonia si servì di mercenari elvetici (Cent Suisses secondo l'antica moda francese) come guardie di palazzo nel 1730-1757 e di nuovo nel 1763-1814;
- il Regno di Napoli, storico cliente del mercenariato confederato sin dai tempi del Viceré di Napoli, assoldò un regolare corpo di guardia nel cinquantennio 1734-1789 per volontà del re Carlo VII;
- Maria Teresa d'Austria volle degli svizzeri come guardie dell'Hofburg di Vienna nel ventennio 1748-1767. Il più antico cortile del palazzo è oggi noto appunto come "Corte della Svizzera" (Schweizerhof) in memoria del contingente elvetico, i cui effettivi oscillarono tra le 250 e le 450 unità;
- concomitantemente all'imperatrice d'Austria, anche lo Stadtholder della Repubblica delle Sette Province Unite volle affiancare alla "Guardia olandese" anche una "Guardia svizzera" (Cent Suisses) nel 1748;
- Giuseppe I del Portogallo, il re "Riformatore" della monarchia lusitana, arruolò delle guardie svizzere una prima volta nel 1762 e una seconda nel 1763: entrambi gli esperimenti non andarono a buon fine. Quella portoghese è forse l'unica macchia infamante nell'altrimenti eccellente curriculum delle Guardie Svizzere. Il primo reggimento lusitano venne reclutato dal Conte di Lippe il 12 giugno 1762 e affidato ai colonnelli Gabriele Thorman e Marcus Saussure. L'anno successivo (22 giugno 1763), Thorman veniva incarcerato per appropriazione indebita dei fondi del reggimento e Saussure condannato a morte per diserzione. Il reggimento veniva sciolto il 17 settembre e rifondato con il nome di Estrangeiros Reais. Nel 1765 il reggimento svizzero venne nuovamente sciolto e il suo comandante, colonnello Luiz Henrique Graveson, condannato a morte per impiccagione da un consiglio di guerra.

Al volgere del Settecento, gli sconvolgimenti bellici e politici provocati dalla Rivoluzione francese impattarono duramente i corpi di guardia elvetici preposti alla difesa dei sovrani dell'Ancien Régime:
- la guardia svizzera olandese venne soppressa dai francesi al tempo della fondazione della Repubblica Batava (1796);
- la guardia svizzera francese venne sciolta nel 1792, quando, durante l'assalto al palazzo delle Tuileries a Parigi, gli elvetici vennero massacrati dai rivoluzionari;
- la guardia svizzera sabauda venne sciolta dal giuramento al re di Sardegna nel 1798 da Napoleone per essere poi sciolta definitivamente nel 1811;
- la guardia svizzera lucchese venne sciolta dal principe Felice Baciocchi nel 1806 (vedi Principato di Lucca e Piombino).

### La fine
I corpi "storici" delle guardie palatine elvetiche vennero rifondati durante la Restaurazione. Eccezion fatta per la Guardia svizzera pontificia, le Guardie Svizzere non sopravvissero però alla radicale ristrutturazione bellica che interessò le potenze europee durante il XIX secolo:
- la guardia svizzera olandese tornò in auge al tempo di Guglielmo I dei Paesi Bassi che istituì il "Reggimento Svizzero N. 32" con compito di fanteria di guardia nel 1814. Il reggimento elvetico venne smantellato nel 1829, quando le sue funzioni passarono al Reggimento Granatieri Jagers;
- la guardia svizzera francese che aveva seguito Luigi XVIII nel suo esilio in Belgio, tornò alle Tuileries sino al 1817, quando il corpo venne sciolto e sostituito dalla "Guardia Reale"[3];
- la guardia svizzera sabauda venne ricostituita nel 1814 come compagnia alabardieri svizzeri da Vittorio Emanuele I ma venne poi sciolta permanentemente da Carlo Alberto nel 1831.

Nel 1874, la Costituzione della Confederazione Svizzera proibì alle potenze straniere l'arruolamento degli Svizzeri nei propri contingenti militari. Gli abitanti dei cantoni continuarono però a partire volontari negli eserciti delle potenze europee sino a che non ne venne fatto loro esplicito divieto nel 1927.

## Guardia svizzera francese
L'esempio più antico di questa caratteristica forma di mercenariato è datata al 1497, anno in cui in Francia, per volere di re Carlo VIII, venne istituita la campagna dei "Cento Svizzeri della Guardia" (in francese chiamata "Cent-Suisses"); essa fu la prima unità svizzera permanentemente al servizio di un sovrano straniero. Corpo più rappresentativo che militare, venne soppresso dall'Assemblea nazionale francese nel 1792.
Nonostante l'abolizione del servizio militare mercenario nel 1793, la Francia napoleonica, a causa della guerra, necessitando di un numero crescente di soldati, si vide costretta a ripristinare le guardie svizzere, seppur con alcuni cambiamenti. Questi reparti venivano denominati, in Svizzera, "Schweizer Truppen im fremden Dienst" (Guardie svizzere in servizio all'estero). La loro caratteristica era, come in passato, di essere, almeno formalmente, delle truppe mercenarie dotate di un contratto statale ben regolamentato chiamato "Kapitulation" (capitolazione), ed erano sotto il comando di autorità della confederazione elvetica.
Il 1º, 2º , 3º e 4º reggimento svizzero fu creato nel 1805 e nel 1806 e fu impiegato da Napoleone I sia in Spagna che in Russia. Il colonnello generale degli svizzeri di allora era Louis Alexandre Berthier, principe di Wagram e Neuchâtel, viceconsole dell'Impero, poi Jean Lannes, duca di Montebello, ed infine, durante la campagna di Russia, Nicolas Charles Oudinot. Codesto reggimento prese parte, spesso con coraggio e successo, a un numero elevato di campagne, le quali costarono la vita a molti soldati, in particolare nella Battaglia della Beresina.
Luigi XVIII nel 1814 attuò la ricostituzione delle guardie svizzere nella loro forma tradizionale. Durante la rivoluzione di Luglio (28-29-30 luglio 1830) esse difesero ancora i Borboni perdendo diverse centinaia di uomini; quello fu l'ultimo anno che i mercenari svizzeri prestarono servizio al sovrano francese. Al servizio della Francia le Guardie svizzere divennero il simbolo, spesso mitizzato, della fedeltà assoluta dell'élite del mercenariato elvetico.
Nei decenni pacifici del XVIII secolo si erano limitate a compiere il ruolo di guardia a Parigi (in particolare in punti in cui vi erano le maggiori attrattive della città, come: Versailles, Rueil, Courbevoie e Louvre).

## Guardia svizzera pontificia
Il 22 gennaio 1506 un gruppo di 150 mercenari elvetici al comando del capitano Kaspar von Silenen, del Canton d'Uri, dopo una marcia di 800 chilometri lungo la via Francigena, attraverso porta del Popolo entrò per la prima volta in Vaticano per servire papa Giulio II. Già in precedenza Sisto IV aveva concluso nel 1479 un accordo con la confederazione, che prevedeva la possibilità di reclutare mercenari elvetici. Successivamente il Corpo delle guardie si ampliò ulteriormente.
La prima rappresentazione conosciuta di alcune Guardie Svizzere nelle loro eleganti divise multicolori è effigiato da Raffaello con lo stesso Papa Giulio II nell'affresco  della “Messa di Bolsena”.
Le guardie svizzere non furono solo impiegate come scorta personale del papa, ma parteciparono a numerose battaglie, prima fra tutte quella avvenuta il 6 maggio 1527 durante il sacco di Roma da parte delle milizie del conestabile di Borbone, permettendo con il loro sacrificio a papa Clemente VII di avere salva la vita. Dei 189 svizzeri se ne salvarono solo quarantadue, cioè quelli che all'ultimo momento avevano accompagnato Clemente VII nella fuga lungo il Passetto di Borgo, il passaggio che collega il Vaticano a Castel Sant'Angelo. Il 5 giugno Clemente VII si arrendeva. Per aver salva la vita dovette accettare pesanti condizioni (l'abbandono delle fortezze di Ostia, Civitavecchia e Civita Castellana e delle città di Modena, Parma e Piacenza oltre che al pagamento di quattrocentomila ducati). La guarnigione papale fu sostituita con mercenari spagnoli e lanzichenecchi. Il Papa ottenne che gli svizzeri sopravvissuti fossero inclusi nella nuova Guardia, ma solo 12 di essi accettarono.
Con la conquista di Roma da parte delle truppe del Regno d'Italia nel 1870, le Guardie Svizzere rimasero a difesa personale del papa nei suoi alloggi, e papa Pio X nel 1914 decise di fissare il numero dei militi che compongono questo corpo speciale a 106 membri: 100 soldati e 6 ufficiali, tra cui il comandante che ha il grado di colonnello. Durante la seconda guerra mondiale papa Pio XII ampliò temporaneamente il corpo delle guardie svizzere che fu portato a oltre 300 effettivi, questo sia per dare rifugio ai molti sfollati sia per dare una maggiore stabilità alla Città del Vaticano.